# Leioproctus flavitarsus
Leioproctus flavitarsus är en biart som beskrevs av Toro 1973. Leioproctus flavitarsus ingår i släktet Leioproctus och familjen korttungebin. Inga underarter finns listade i Catalogue of Life.